# 東京府
東京府（とうきょうふ）は、かつて存在した日本の府。府庁所在地は東京市麹町区有楽町二丁目（現在の千代田区丸の内三丁目）。
1868年（明治元年）、武蔵国江戸に「江戸府」（えどふ）が設置され、程なくして「東京府」と改称される。1871年（明治4年）の廃藩置県に伴い一旦廃止され、周辺地域を含める形で改めて東京府が設置された。その後、伊豆・小笠原諸島の編入や、神奈川県からの多摩地域移管を経て境域が確定した。
1943年（昭和18年）に東京都制が施行されて東京府と東京市が統合となり、東京都に改組される形で消滅した。
東京府庁舎跡（東京都千代田区丸の内3-5）は東京都指定旧跡となっている（1955年3月28日指定）。

## 歴史

### 府制施行
大政奉還と王政復古の翌年に始まる戊辰戦争の進展により、1868年（慶応4年）に江戸幕府の本拠地であった江戸は東征大総督府の軍政下に置かれた。同年4月24日（4月2日）に江戸開府事務が始まる  。新政府は政体書に基づく府藩県三治制を施行し、同年7月1日（5月12日）に江戸府を置いたものの  、上野戦争後の物情を鎮めるために同年7月8日（5月19日）に「江戸鎮台」を設置した     。
このとき諸事これまでの通りとしたが、ただし寺社奉行・町奉行・勘定奉行についてはこれらの三奉行を廃止して社寺裁判所、市政裁判所、民政裁判所に改めてこれらを江戸鎮台が所管した    。
町奉行所については、南町奉行所は南市政裁判所、北町奉行所は北市政裁判所と改めた 。
同年7月17日（5月27日）には江戸鎮台の官庁の名称として「鎮台府」が使われ始める。
そして同年9月3日（7月17日）の「江戸ヲ称シテ東京ト為スノ詔書」 が発布され、同日に江戸府を「東京府」と改め 、鎮台府を廃止して「鎮将府（ちんしょうふ）」を置き鎮将府及び東京府の職制を定めた      。
改称当時の読みは「とうきょう」ではなく「とうけい」で、字画は「東亰」であったとも言われる。東京都公文書館によると、詔書には東京の振り仮名がなく明治初年から明治20年代頃までは「トウキョウ」とも「トウケイ」とも呼ばれた。
このとき市政裁判所を廃止して東京府を置くことになったが、同年9月17日（8月2日）に東京府の開庁まで市政裁判所の名目を存続させる事にした。
南北市政裁判所は合併し、同年10月3日（8月17日）に大和郡山藩柳沢家の上屋敷を接収して東京府庁にあてた 。改装工事のため南裁判所で府庁の事務を開始し、同年10月17日（9月2日）にすべての業務が南裁判所から府庁へ移された 。なお、同年10月23日（9月8日）に元号を明治に改めた。
旧民政裁判所が管理していた事務については、同年11月3日（9月18日）に鎮将府会計局と東京府との管理事務の範囲を定め、東京市中の各種の徴税事務は東京府がこれを管理することとし、市街地、薬物苑、植物園等すべて東京府の管理に属させ、会計局に税を納付させることになる。
旧社寺裁判所が管理していた事務については、同年11月4日（9月19日）に東京府内の社寺からの願伺届の提出先を鎮将府から東京府へ移した 。
同年12月3日（10月19日）に鎮将府を廃止したことに伴い 、病院と医学所は東京府の支配とした  。
武家屋敷については、同年12月28日（11月15日）に会計官営繕司から東京府へその取り扱いを移した   。
しかし武家地の管轄については明らかではないことから取り締まりが行き届かなかったため、翌1869年12月4日（明治2年11月2日）に東京府下の武家地を東京府の管轄とすることになる 。
このとき戸籍調査や地方関係の事件を東京府が直接管理することになり、これまで武家地に関係する場合に事件の呼び出しは東京府から弁官を経由していたところ、東京府から達することになる 。
1869年4月27日（明治2年3月16日）に、朱引内町地の人口1万人を1区として区分けしたうえ区を「番組」と名づけ、既市街地約90km2に50番組を置いた。また、朱引外にも5つ番組を設置した（地方五番組）。
同年4月21日（3月10日）に、名主227名全員罷免。代替として翌日に「中年寄」および「添年寄」を、同年6月17日（5月8日）に、朱引外の群政方支配所村町であった荒廃地および農村部190町89村を地方5番組に統括し各区に中年寄および「大年寄」を置き、同年7月30日（6月22日）「町年寄」を新設し、東京府の準官吏として任命。名主業務を新設の各「町用取扱所」に移管させた。
同年に、府民550人を函館、根室および宗谷へ移植し、翌1870年 7月11日（明治3年6月12日）に、失業対策として北海道花咲郡（後の色丹郡を除く）、根室郡、野付郡を領有（北海道の分領支配）したが、これは同年11月3日（10月9日）に解消した。

### 廃藩置県と地域再編
1871年（明治4年）4月、4ないし5ヶ旧町または7ないし8ヶ旧村をして1区と改めて再び区分けを行い番組を廃止。年寄職を戸長、副戸長に改める。同年7月14日、廃藩置県が実施され、東京府は京都府、大阪府とともに三府の一つとされた。三府は、首都あるいはその代替地とされた。
同年12月25日、東京府のほか関東地方に存在していた品川県や小菅県等が廃止され、旧東京府及び武蔵国豊島郡と荏原郡全域、並びに多摩郡、足立郡、葛飾郡のそれぞれ一部を管轄区域とする東京府が改めて設置されることとなった（この時の範囲が後の東京市を経て現在の東京23区に概ね相当する）。
ただし、多摩郡は横浜に居留する外国人の遊歩区域に一部含まれるとの神奈川県知事・陸奥宗光の上申により、1872年（明治5年）11月23日に全域が神奈川県の管轄とすることに変更された。
旧来の東京府の区域については、1月8日に6の大区の下に97の小区を置く「大区小区制」が敷かれた。廃止各県からの行政の移管は3ヶ月ほどかけて順次行われ、1月14日に旧品川県、1月24日に旧浦和県、3月3日に長浜県（世田谷飛地）、3月16日に旧小菅県から各町村が編入された。この際、多摩郡の一部は品川県・長浜県から一旦東京府に編入されたが、3月1日に神奈川県に移管され、次いで10月12日に現在の中野区、杉並区の区域が東京府の管轄に戻る。これら編入された区域は旧県時代の区割りのまま呼ばれていたが、1873年3月18日に5の大区を設けて総計11大区103小区となった。
1872年（明治5年）、東京府は「戸籍法」の定めるところにより新府域に繰り込まれながらも地名の判然としなかった旧耕地に「有楽町」、「霞ヶ関」、「三田」など新町名を設定し、地券を交付した。

1878年（明治11年）1月11日、静岡県から伊豆諸島を編入。
さらに同年11月、大区小区制を廃し「郡区町村編制法」が施行され旧府域に15区（東京15区）を置く。同時に、旧葛飾郡域に「南葛飾郡」、旧足立郡域に「南足立郡」、旧多摩郡域に「東多摩郡」をそれぞれ設置し、旧豊島郡は南豊島郡と北豊島郡の南北2郡に分割され、旧荏原郡を復活させて都合6郡を設けた。このうち東多摩郡と南豊島郡は1896年4月1日に統合され豊多摩郡となった。
同年12月、第一回府会議員選挙が行われ49名が当選。第一回東京府会が開かれた。
1880年（明治13年）10月8日、内務省から小笠原諸島を引継ぎ、同年10月28日に出張所を設置する。

### 東京市制施行
1889年（明治22年）5月1日に市制が施行され東京府内15区が東京市となったが、市制特例により東京市長は府知事が兼務した。府知事の市長兼務は1898年（明治31年）10月1日に廃止され、松田秀雄が初代東京市長となった。

### 多摩地域移管
1892年（明治25年）、内海忠勝神奈川県知事と富田鐵之助東京府知事は、当時は神奈川県に属していた西多摩郡・南多摩郡・北多摩郡の東京府への移管を井上馨内務大臣に建言した。これらの地域は現在の多摩地域と世田谷区の一部にあたる。前述の通り多摩地域は当初東京府・入間県に分属していたほか、東京府への移管の議論は以前からあったもので、理由は玉川上水の水利権管理及び奥多摩地域の水源確保のためとされていたが、自由民権運動が盛んだった多摩地域と現神奈川県地域とを分断するためという噂も立った。このため、神奈川県会では移管反対派乱入事件が発生した。
1893年（明治26年）2月、「s:東京府及神奈川県境域変更ニ関スル法律案」が可決した。多摩3郡の各首長は反対の意志を表して県知事に辞表を提出したが、3月6日に同法は公布され、同年4月1日、多摩地域は神奈川県から東京府へ編入され、ほぼ現在の東京都の境域が確定した。

### 度重なる再編構想
東京府は帝都という特殊な性質上、何度も再編が俎上に載せられた。特に管理下に置きたい政府側と自治拡大を目指す東京市側でせめぎ合いが起こった。
1896年（明治29年）、東京市を「都」に改めて官選都長を置く「東京都制案」、府郡部を県とする「武蔵県設置法案」ともに帝国議会不成立。
1897年（明治30年）、市長を公選とする「東京市制案」、府郡部を県とする「千代田県設置法案」ともに帝国議会不成立。
1903年（明治36年）、埼玉県及び山梨県を廃止して東京府に編入する内容も盛り込んだ府県廃置法律案閣議決定。日露戦争勃発により帝国議会未提出。
1923年（大正12年）、鳩山一郎が中心となり東京府を廃止し東京市及び周辺五郡（いわゆる大東京）に東京都を設置（都長は公選）、三多摩を神奈川県に移管する「帝都制案」が帝国議会に提出されるも廃案。

### 関東大震災
1923年（大正12年）9月1日、関東大震災発生により、東京市を中心に甚大な被害を受ける。9月8日、報知新聞が「大阪で遷都論沸く」と報じる。こうした中、9月12日に大正天皇は詔書を布告し、その中では次のように述べられ、大阪への遷都（又は奠都）を明確に否定した。

### 都制施行
日本が日中戦争に突入すると戦時体制構築のため、政府は東京府地域の政治・経済の統制強化を要求するようになった。1938年（昭和13年）6月、内務省は「東京都制案要綱」を発表したが東京市35区は内務省案反対を決議した。しかし、1943年1月、政府が帝国議会に提出した「東京都制案」が可決され同年7月1日、東京都制によって東京府・東京市が廃止され「東京都」が設置された。旧東京市域は東京都35区となった。一方、東京府下で市制を施行していた東京府八王子市と東京府立川市はそれぞれ東京都八王子市と東京都立川市となった。

## 政治

### 行政

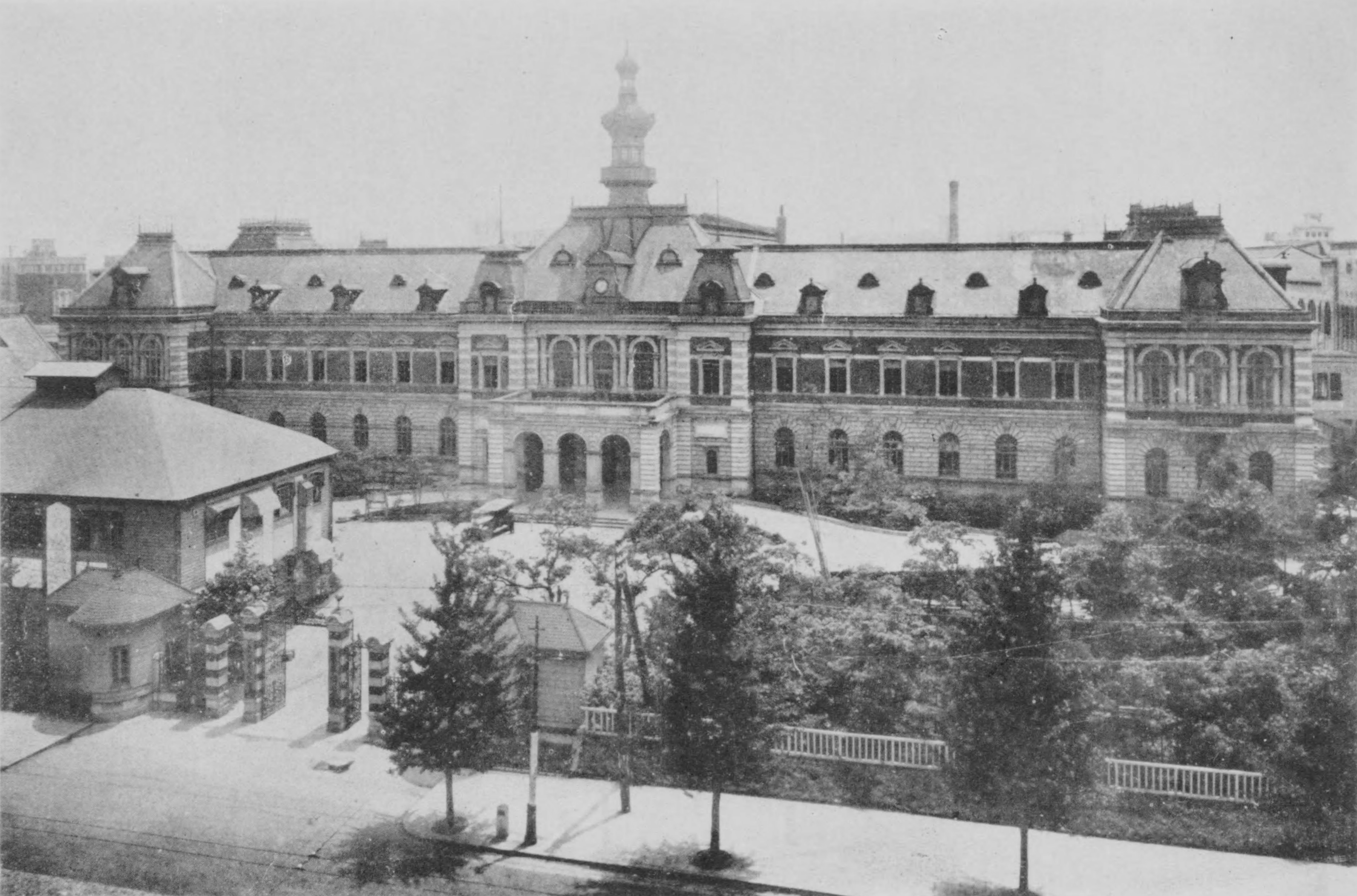
東京府庁（東京市役所との合同庁舎）

東京府の府庁舎は、1868年（慶応4年）の開庁時には江戸城幸橋門内（現在の千代田区内幸町1丁目）の大和郡山藩上屋敷を接収して使用した。1894年（明治27年）、麹町区有楽町に新庁舎が完成したため移転した。第二次世界大戦（太平洋戦争）後、新庁舎は東京都庁丸の内庁舎として引き継がれたが、旧建物は戦災で焼失している。

### 東京府会

#### 選挙
- 1899年東京府会議員選挙
- 1903年東京府会議員選挙
- 1907年東京府会議員選挙
- 1911年東京府会議員選挙
- 1915年東京府会議員選挙

## 産業
農事試験場と種畜場は東京都農林総合研究センターの、東京商工奨励館と染織試験場は東京都立産業技術研究センターの前身に当たる。
- 東京府立農事試験場
  - 江戸川分場
- 東京府立種畜場
  - 浅川分場
  - 戸倉分場
  - 三宅分場
- 府立東京商工奨励館
- 東京府立染織試験場

## 教育

### 府立学校

#### 高等学校・専門学校
以下の高等学校と専門学校は、都制施行と学制改革を経て、1949年に発足した新制東京都立大学へ包括された。
- 府立高等学校
- 府立高等工業学校
- 府立化学高等工業学校
- 府立航空高等工業学校
- 府立女子専門学校

#### 師範学校等
以下の師範学校等は、第二次師範教育令による官立移管と学制改革などを経て、1949年に新制東京学芸大学へ移行した。
- 東京府青山師範学校
- 東京府豊島師範学校
- 東京府大泉師範学校
- 東京府女子師範学校
- 東京府立青年学校教員養成所

### 図書館・博物館
- 東京府書籍館（1877年 - 1880年、現・国立国会図書館）
- 東京府美術館（現・東京都美術館）